# 브레첼
브레첼(독일어: Brezel)은 매듭 모양으로 만든 독일식 빵이다. 독일, 오스트리아, 스위스 등 독일어 사용 국가에서 흔히 주식으로 먹는 빵이며, 프랑스의 알자스 지방에서도 즐겨 먹는다. 같은 모양의 미국식 과자가 프레츨(영어: pretzel)로 불리기도 한다.

## 이름
독일어 "브레첼(Brezel)"의 어원은 라틴어 "브라키아텔룸(brachiatellum)"인데, 이는 "팔"을 뜻하는 "브라키움(bracchium)"의 지소형으로, "작은 팔"이라는 뜻이다. 이것이 이탈리아어 "브라차텔로(bracciatello)", 고대 고지 독일어 "브레치텔라(brezitella)" 또는 "브레츠텔라(breztella)", 중세 고지 독일어 "브레첼(brēzel)"을 거쳐 현대 독일어 "브레첼"이 되었다. 스위스와 오스트리아에서는 철자를 달리 하여 "Bretzel"로 적기도 하며, 독일의 바이에른지역에서는 "브레체(Breze)"라 부르거나 오스트로바이에른어로 "브레츤(Brezn)"이라 부르기도 한다.
영어 "프레츨(pretzel)"은 미국의 펜실베이니아 더치 공동체에서 사용되던 독일어 방언 형태인 "프레첼(Pretzel)"에서 유래했다.

## 역사

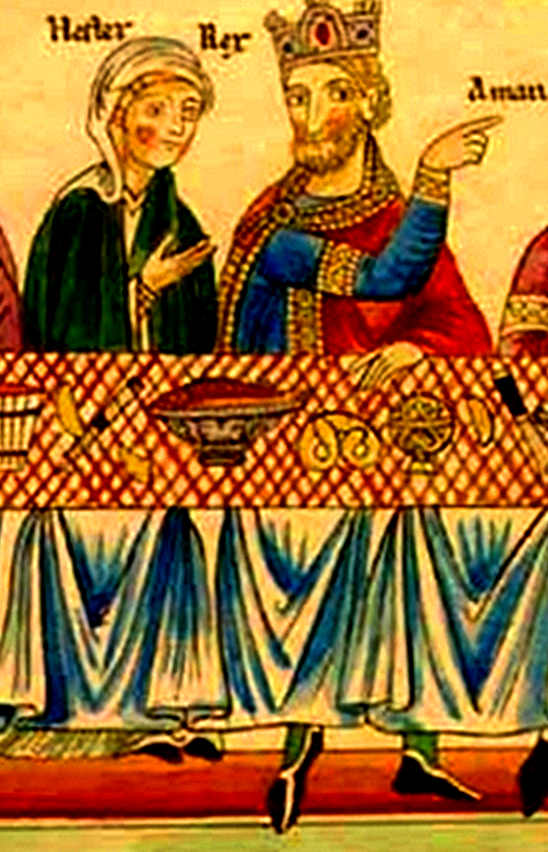
에스테르·아하수에루스의 연회상 위 브레첼, 《호르투스 델리키아룸》

브레첼과 그 이름의 기원에 관해서는 여러 가지 설이 있는데, 대부분 역사적 근거가 빈약하다. 기독교와 관련이 있는 것이 많다.
- 기독교에서는 사순절 기간 동안 고기를 먹지 않는 금육을 하는데, 400년대 고대 로마의 기독교도들은 육류 외에도 유제품 섭취를 피했다.[3] 이때 밀가루와 물, 소금만으로 만들어 먹었던 빵이 브레첼의 기원이다.[3] 빵의 모양은 고대 로마인들이 양팔을 교차시켜 손을 반대편 어깨에 대고 기도하는 모습을 본따 만든 것이다.[3]
- 7세기 이탈리아 북부 또는 프랑스 남부의 수사가 기도문을 잘 왼 어린이들에게 상으로 주기 위해 처음 만들었으며, 기도하는 모양을 담아 만들었다 전해진다. "작은 상"이라는 뜻의 "프레티올라(pretiola)"라 이름 붙였다.[4] 이것이 독일로 건너가 "브레첼"이 되었다.

18세기 때 독일과 스위스 등지에서 미국으로 건너간 이민자들인 펜실베이니아 더치 공동체에서도 브레첼을 즐겨 먹었다. 1861년에는 펜실베이니아주 리티스의 "스터지스 브레첼 하우스(Sturgis Pretzel House)"에서 딱딱한 과자 형태의 브레첼이 처음 만들어졌으며, 이것이 전 세계로 퍼졌다.

## 종류

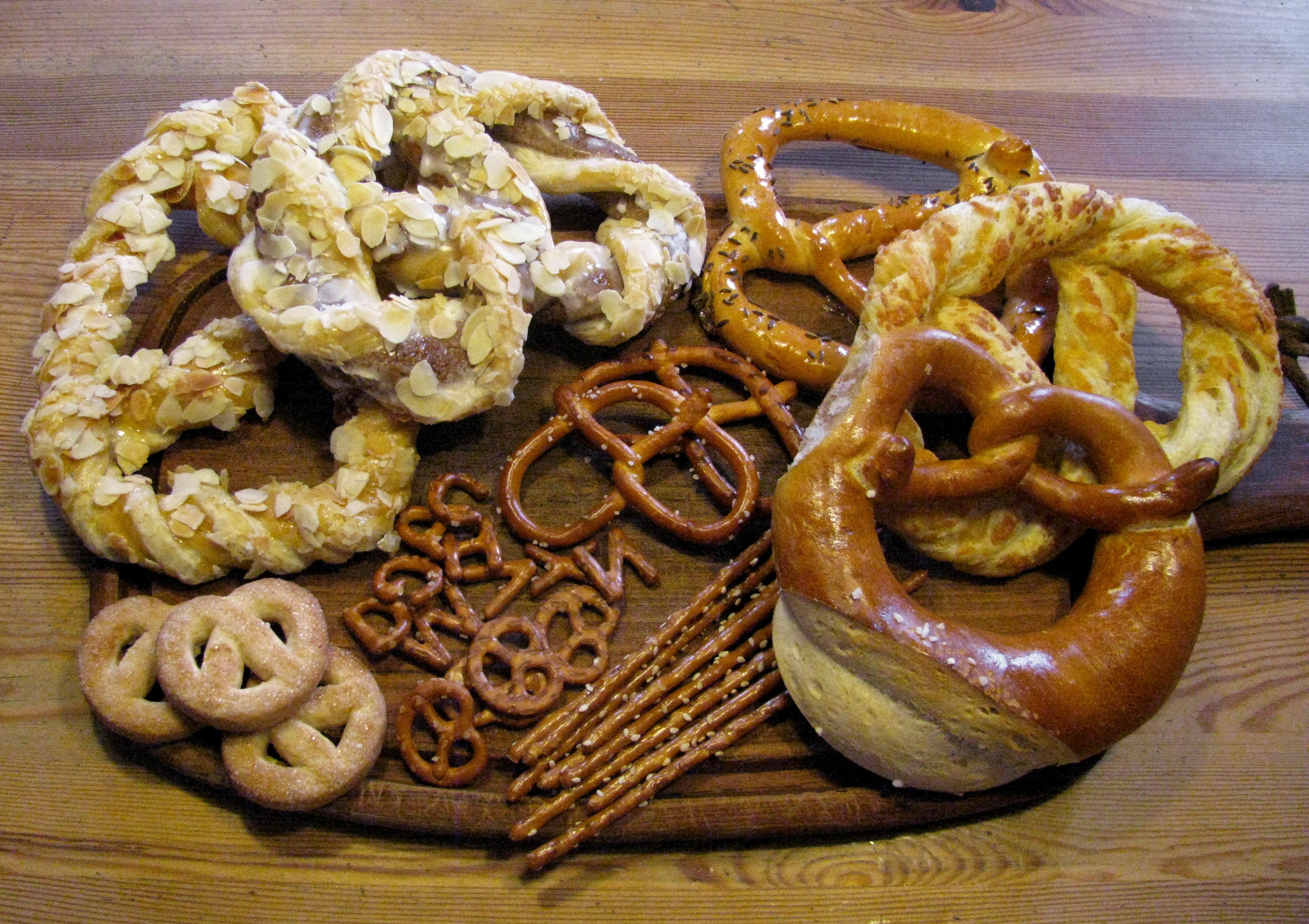
여러 가지 브레첼

브레첼은 크게 부드러운 빵과 단단한 과자로 나눌 수 있으며, 또한 짠 것과 단 것으로 나눌 수 있다.

### 빵
가장 기본적인 브레첼은 라우겐브레첼(Laugenbrezel)로, "라우겐"은 소다나 잿물 등 알칼리 용액을 일컫는다. 브레첼을 굽기 전에 희석된 가성 소다에 살짝 담그면 마이야르 반응이 일어나 브레첼에 특징적인 갈색 빛이 돌게 된다. 굵은 소금을 박아 짭조름한 맛을 낸다. 옥토버페스트 기간 뮌헨에서는 커다란 비슨브레츤(Wiesnbrezn)을 흔히 볼 수 있는데, 색이 약간 옅으며 그레이비에 찍어 먹기도 한다. 오버프랑켄 지역에서는 11월 30일부터 재의 수요일(또는 성목요일)까지 아니스를 넣어 만든 아니스브레첼(Anisbrezel)을 먹는다. 비베라흐안데어리스 에서는 사순절 기간 동안 파스텐브레첼(Fastenbrezel)을 만들어 먹는다.
단 빵으로 굽기도 한다. 슈바벤 지역에서는 성지주일에 달콤한 발효빵인 팔름브레첼(Palmbrezel)을 먹는다. 지역에 따라 성 마르티노 축일에 마르틴스브레첼(Martinsbrezel)을 만들기도 한다. 퍼프 페이스트리로 만들고 견과를 뿌린 브레첼은 흔히 루센브레첼(Russenbrezel)이라 불리는데, 이는 "러시아 브레첼"이라는 뜻이다. 바덴과 슈바벤, 라인란트 등지에서는 새해에 노이야르스브레첼(Neujahrsbrezel)을 만들어 먹는다. 그 외에도 도넛처럼 기름에 튀긴 뒤 설탕을 뿌린 팡쿠헨브레첼(Pfannkuchenbrezel) 등이 있다.

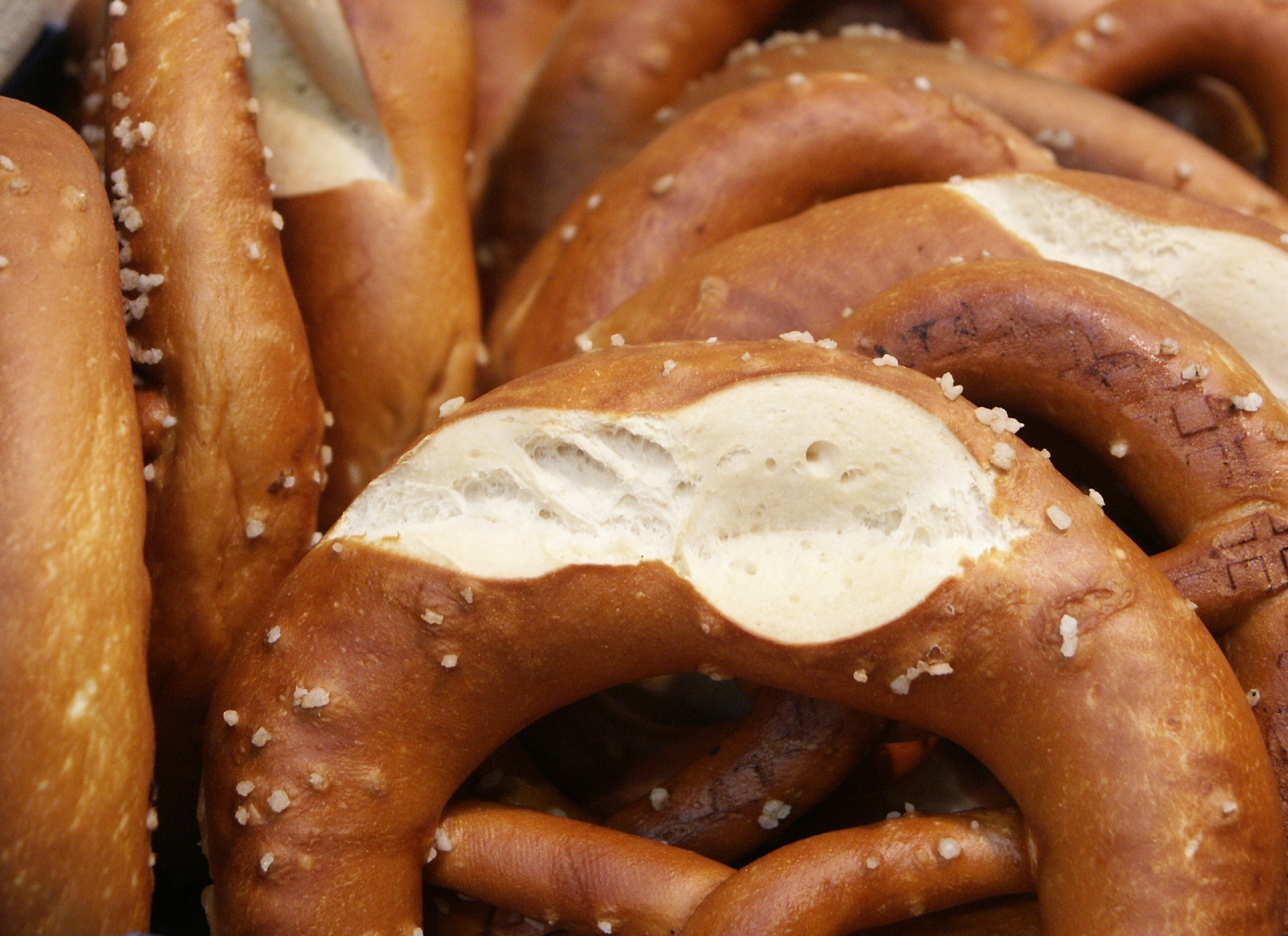
라우겐브레첼
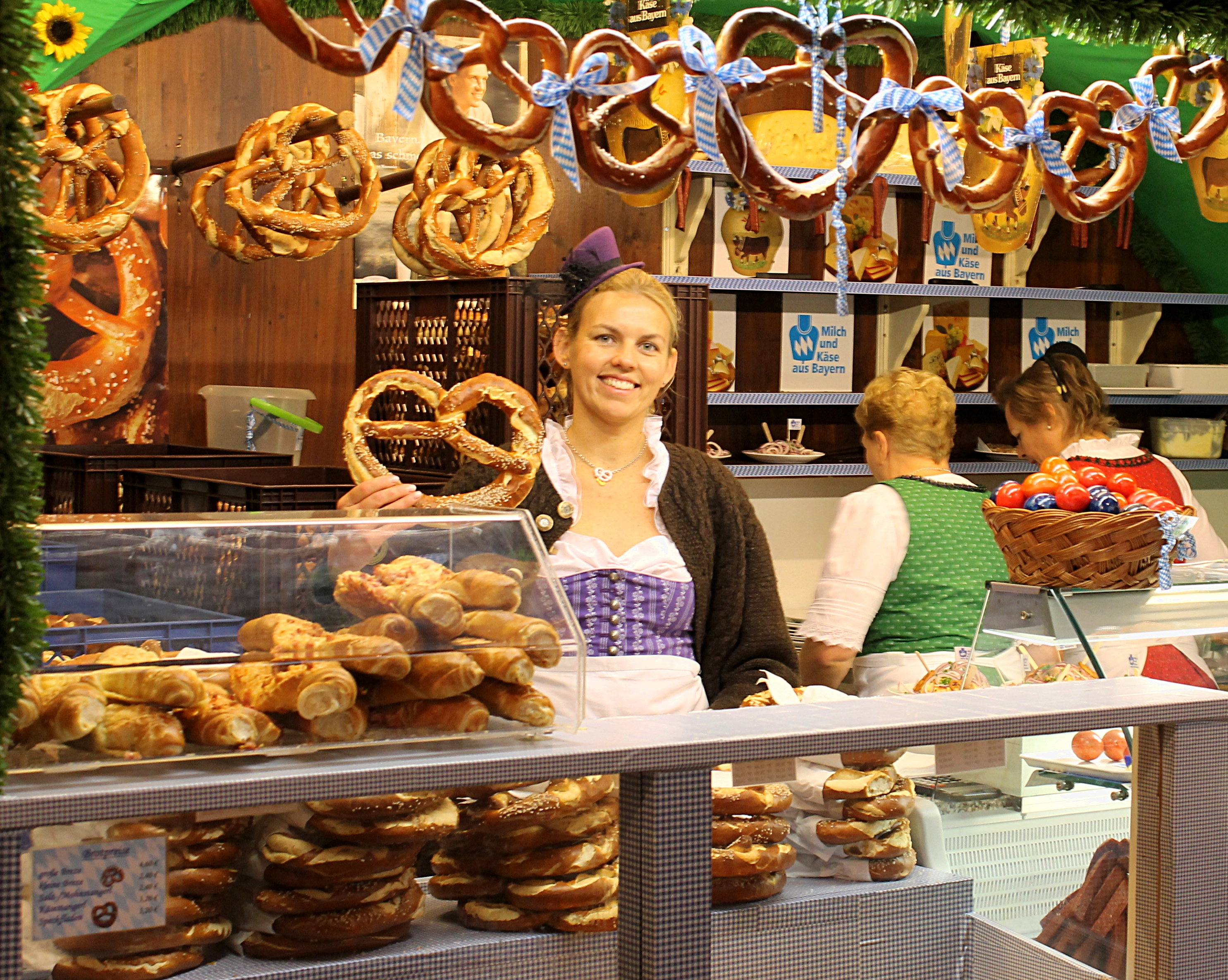
비슨브레츤
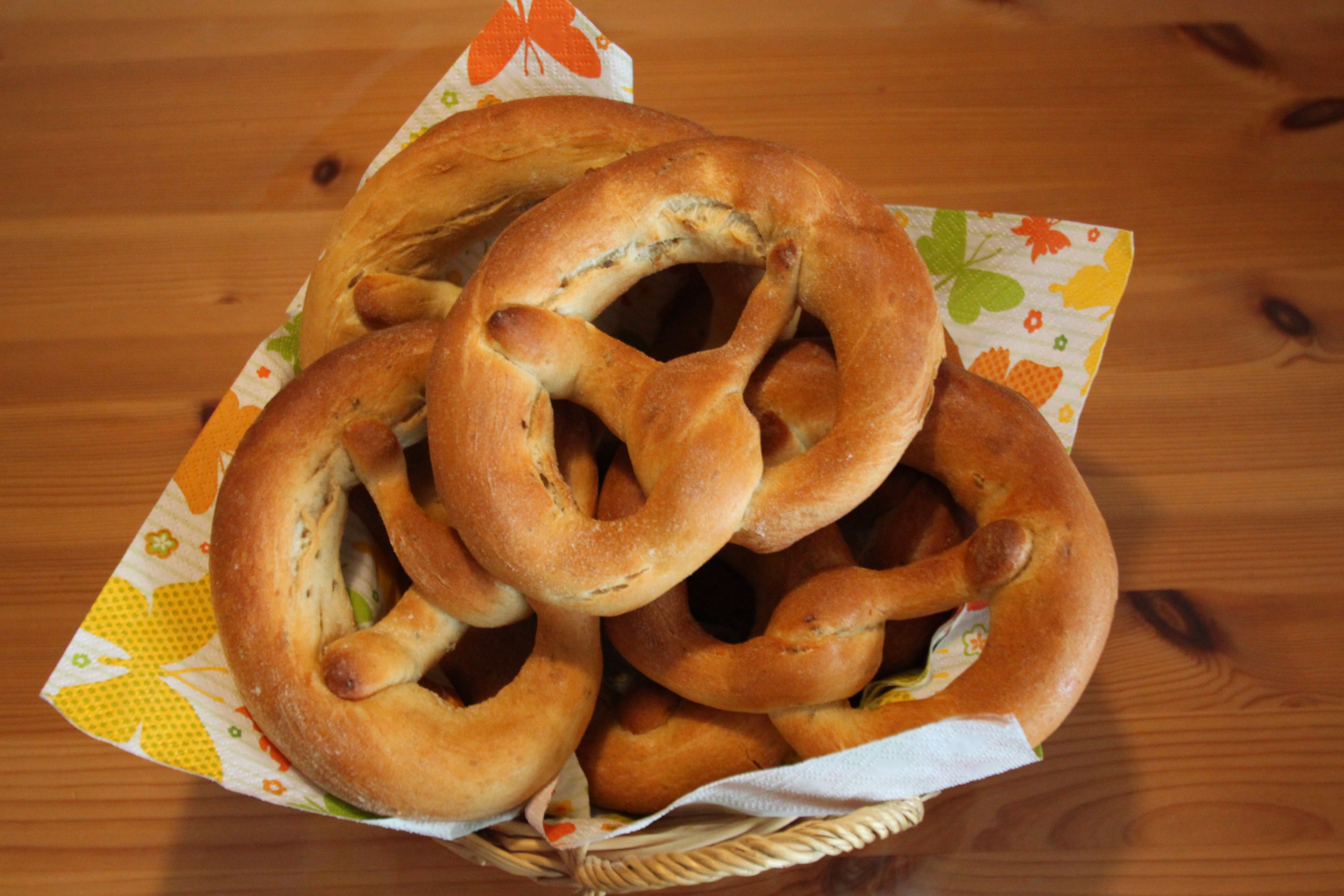
아니스브레첼
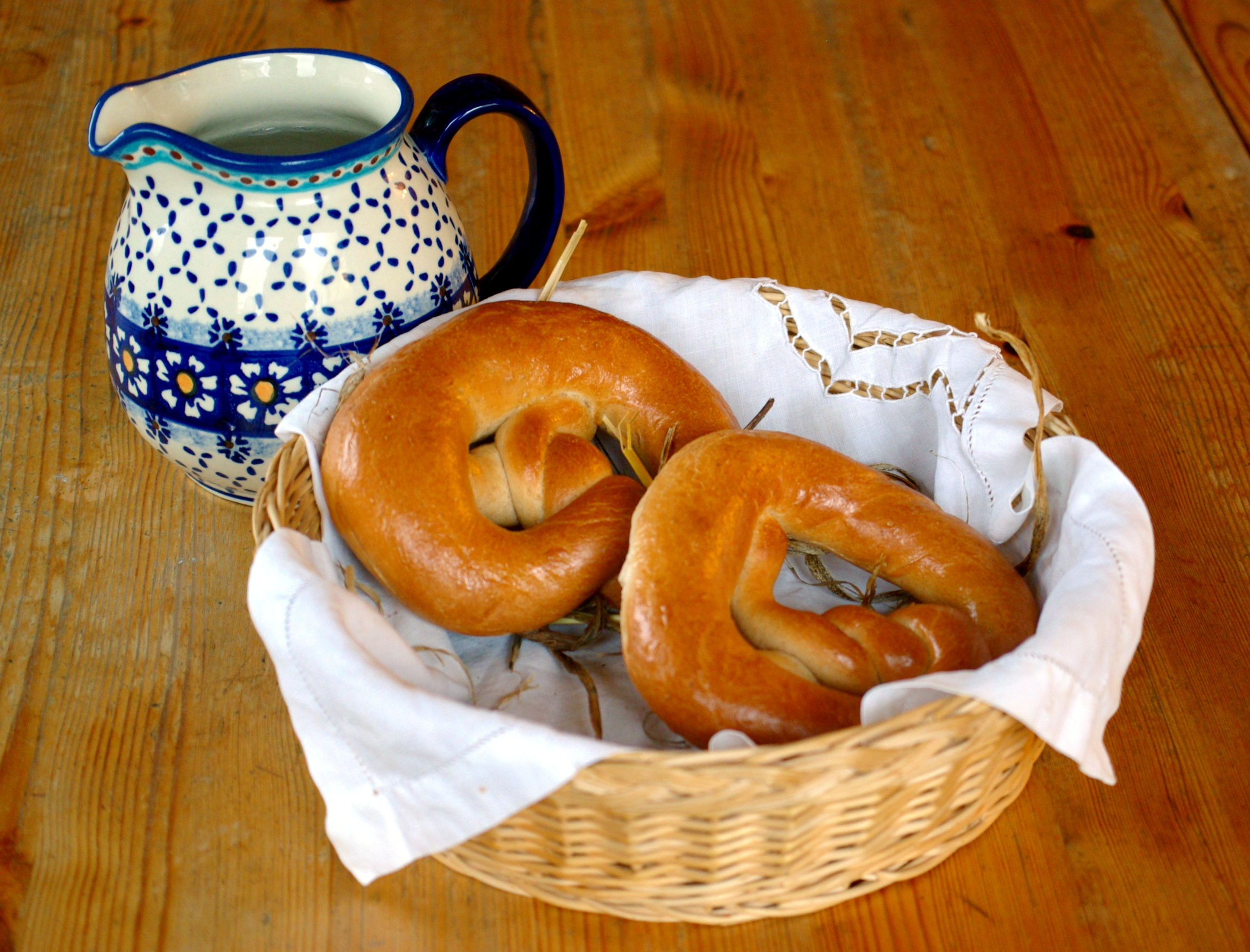
파스텐브레첼
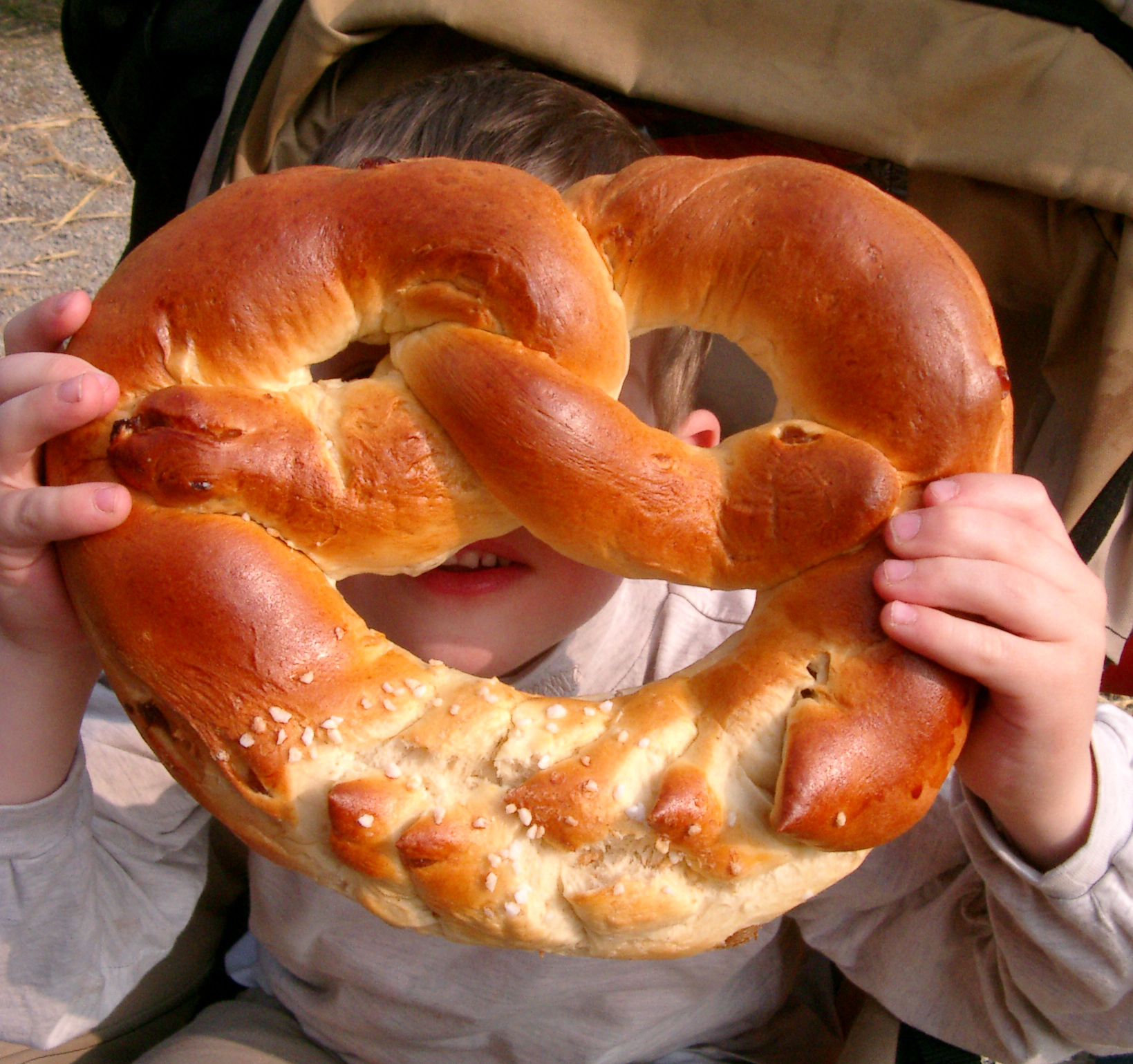
팔름브레첼
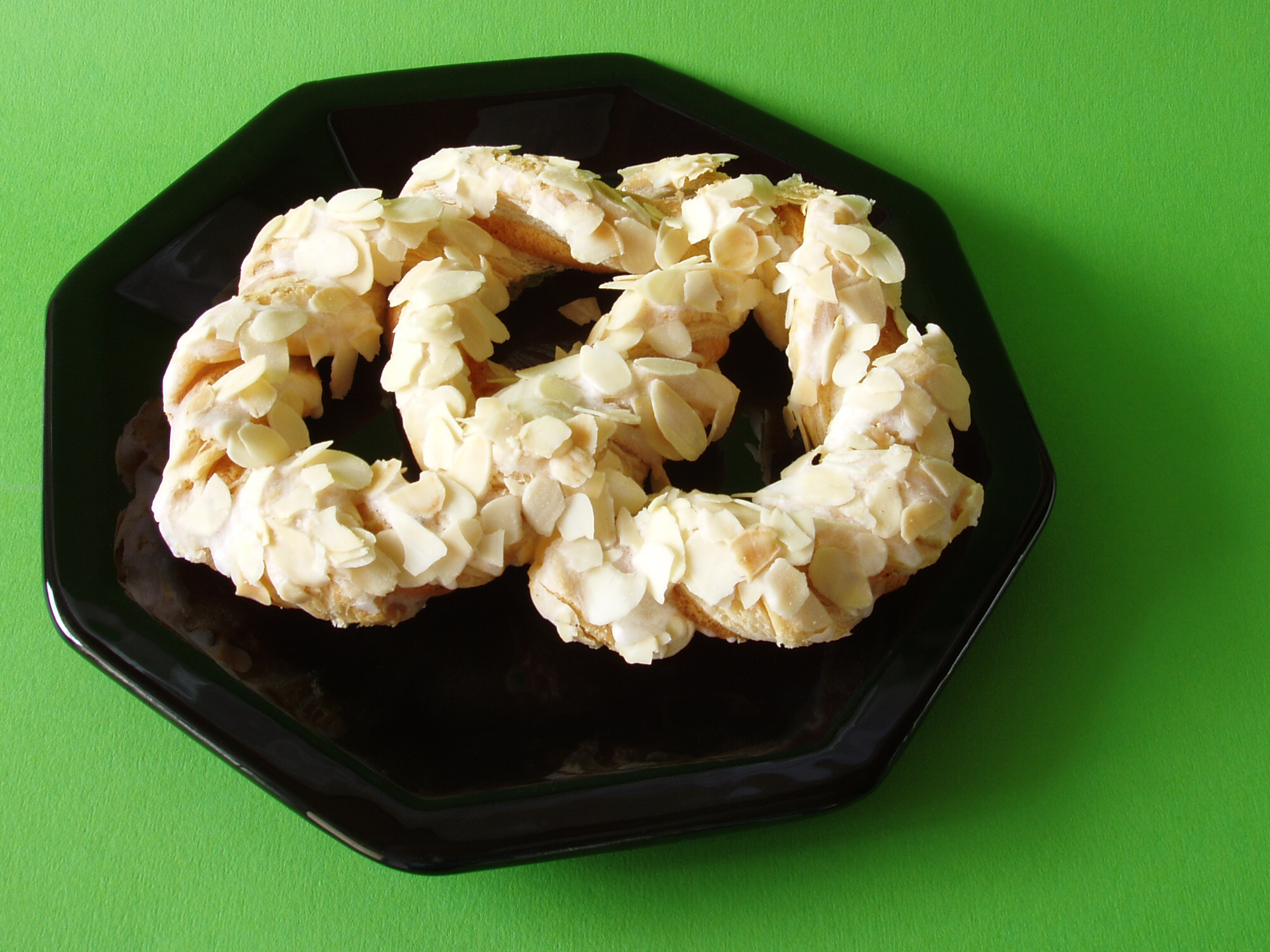
루센브레첼
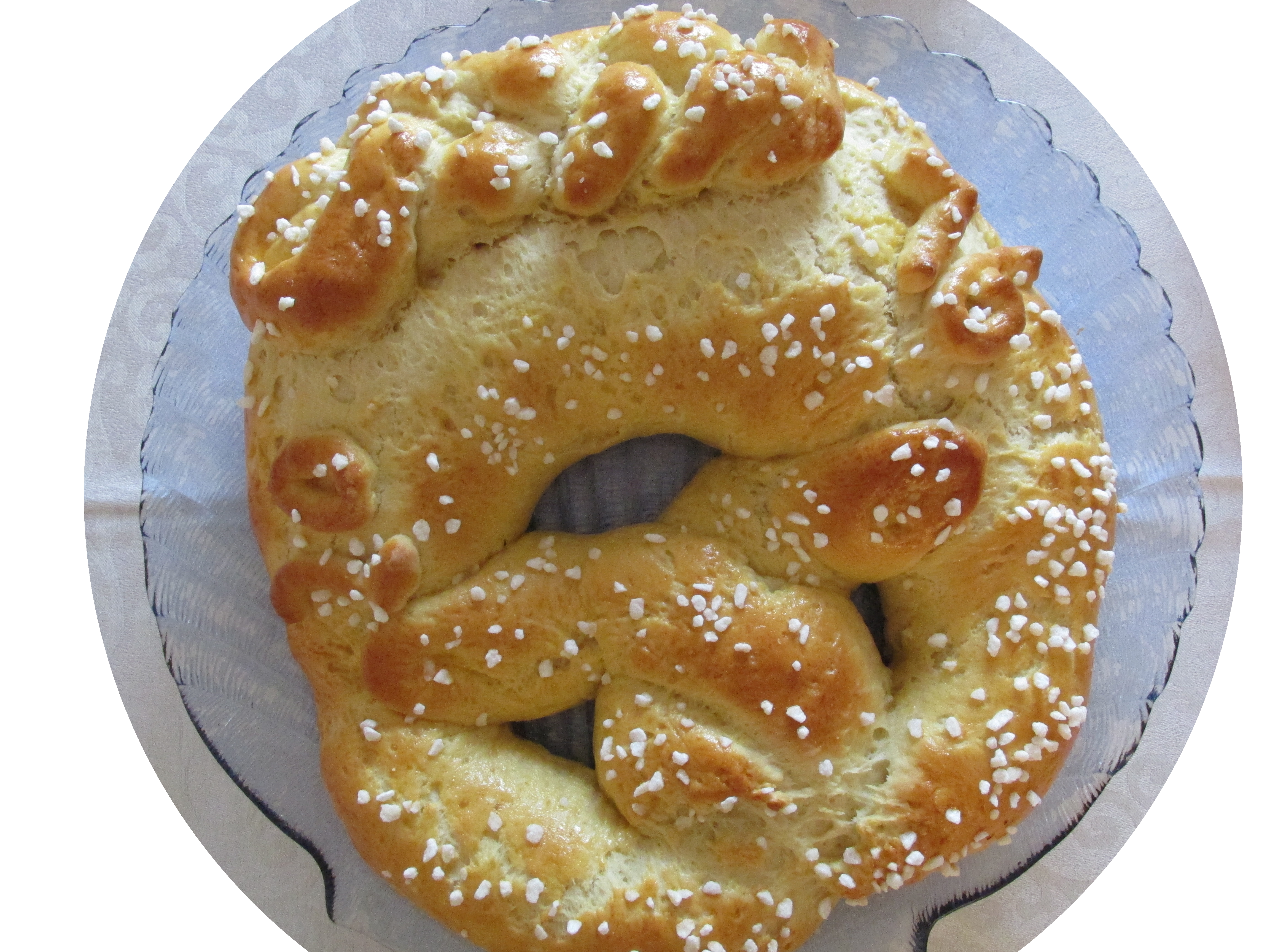
노이야르스브레첼
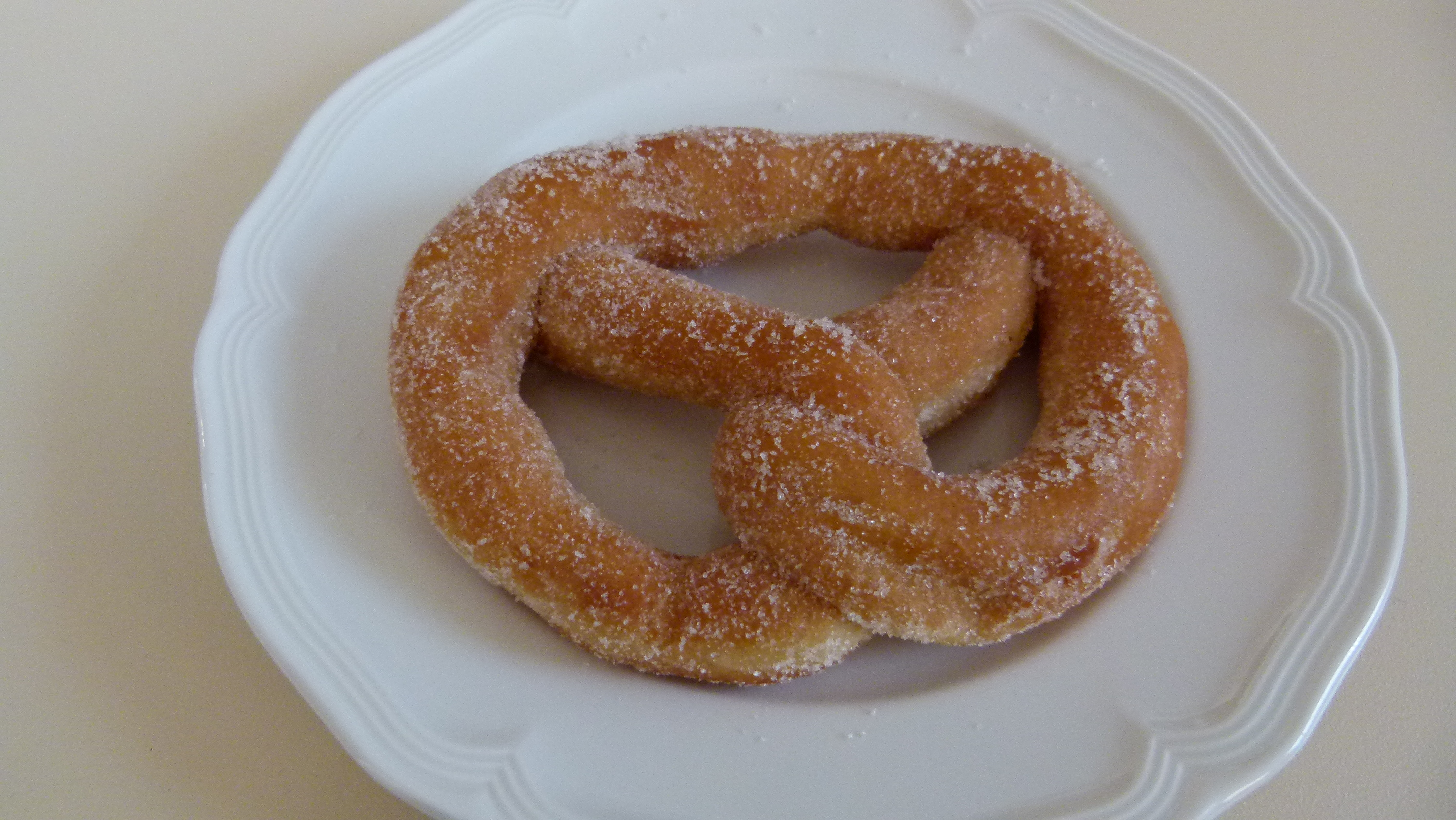
팡쿠헨브레첼

### 과자
미국에서 만들어진 딱딱한 프레츨은 전통적인 모양 외에 막대 형태로 만들기도 한다. 막대 모양 프레츨은 프레츨 스틱(pretzel stick)이라 부른다.

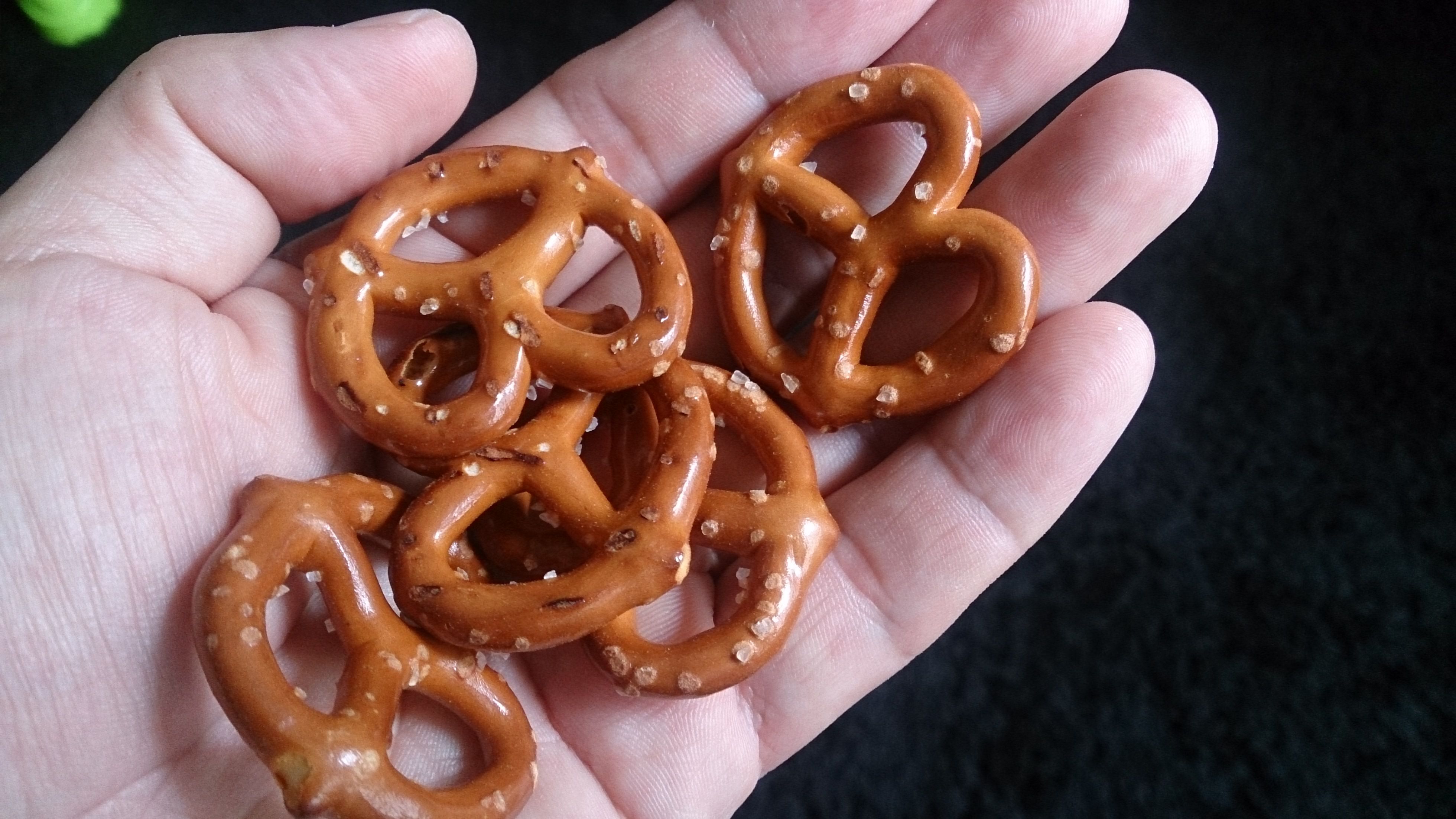
프레츨
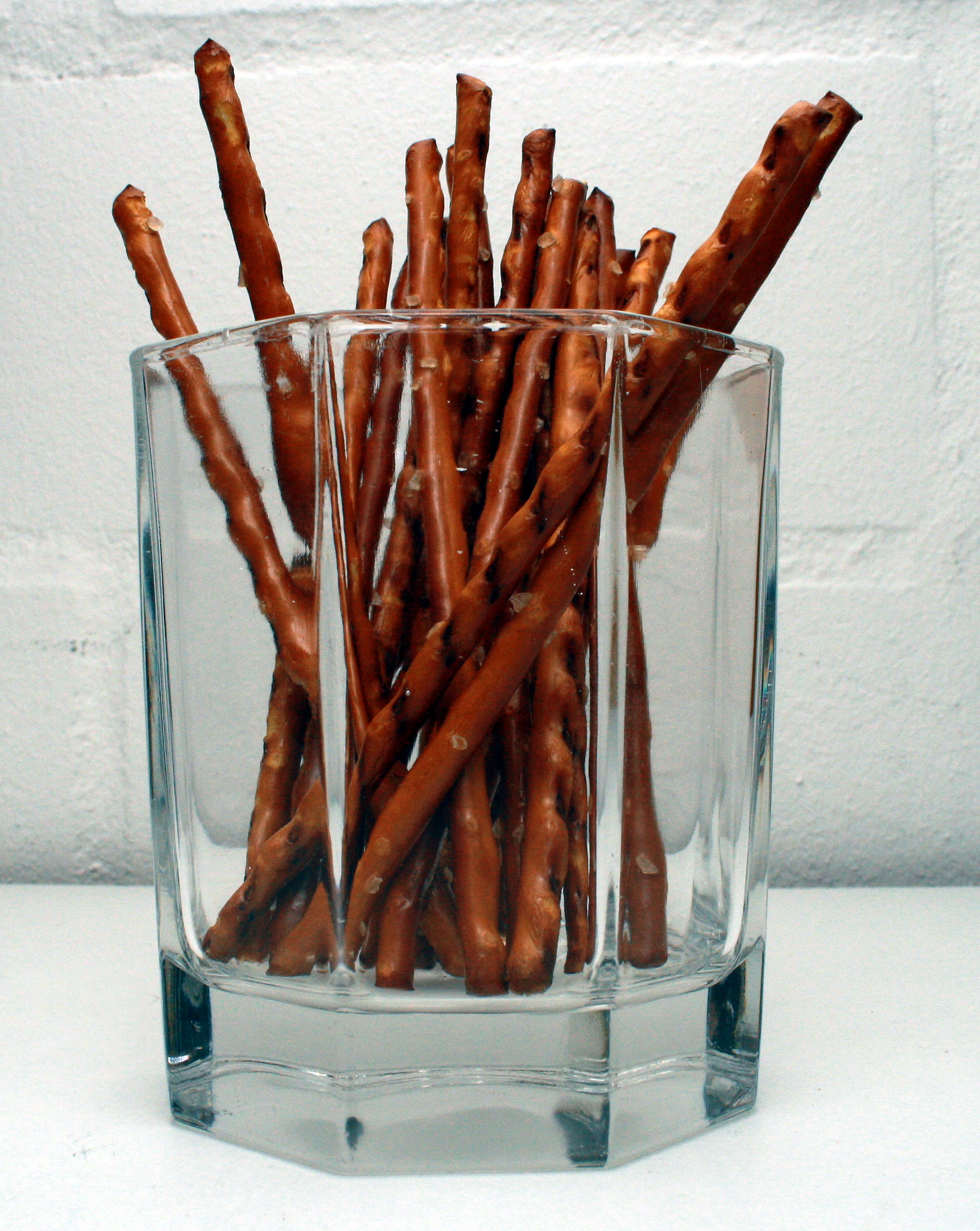
프레츨 스틱

## 기타

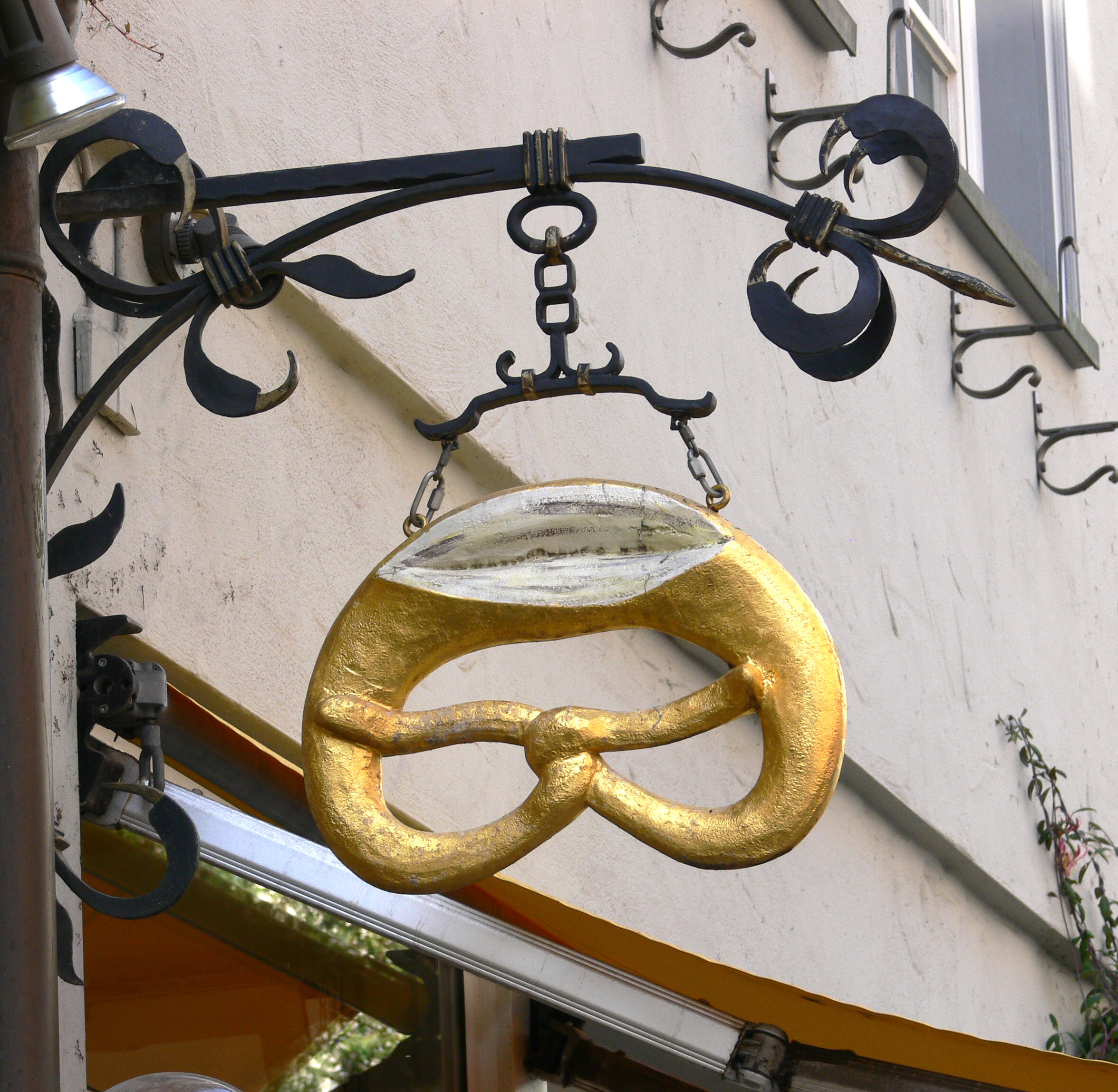
브레첼 모양 빵집 간판

독일이나 오스트리아 등에서 브레첼 모양은 빵집 간판으로 흔히 사용된다.

### 사고
2002년 1월 13일 미국의 조지 W. 부시 대통령이 브레첼을 먹으며 텔레비전으로 미식축구 경기를 보다가 목에 프레츨이 걸려 졸도한 바 있다.

## 같이 보기
- 베이글
- 부블리크
- 코브리기
- 크래커
- 마이야르 반응
- 포키
- 시미트
- 타랄리